# 伊藤秀雄 (柔道)
伊藤 秀雄（いとう ひでお、1922年〈大正11年〉6月10日 - 2002年〈平成14年〉）は、日本の柔道家（講道館9段）、法務教官。旧姓大久保。

## 経歴
1922年、富山県富山市の富豪農家であった大久保家に生まれる。旧制神通中学校（現・県立富山中部高校）に入学すると、柔道か剣道が必須科目となっており、付き添いで来ていた父親が柔道の選択を即決したのが斯の道との出会いになった。身長173cm・体重72kgという大柄な体格に加え、2年生の時に寒稽古の納会試合で14人抜き達成したのが同校の柔道教師であった三鍋義三6段の目に付き、勧誘されて本格的に柔道を始めた。記録上の講道館入門は1938年10月4日付で、翌10月5日には初段を拝受。翌年10月の県下中等学校柔道大会の第一部での決勝戦（高田中学校戦）に大久保は大将として出場し、高田中大将の米田初段を片襟背負投に降し、この時の感動は後々まで忘れられないものとなったという。
中学校4年・5年生の頃には富山県庁舎前にあった武徳殿富山支部にも通い、畔田与秋や全日本選士権大会の常連であった羽田泰文らの胸を借りて、帰宅するのは20時過ぎという生活を送った。
旧制第四高校が主催する信越5県の中等学校大会に出場すると団体・個人とも優勝を果たし、同級生で後に講道館指導員を務めた高田勝善は「中学生にして柔道3段、恐らく日本一強い中学生だった」と評す。

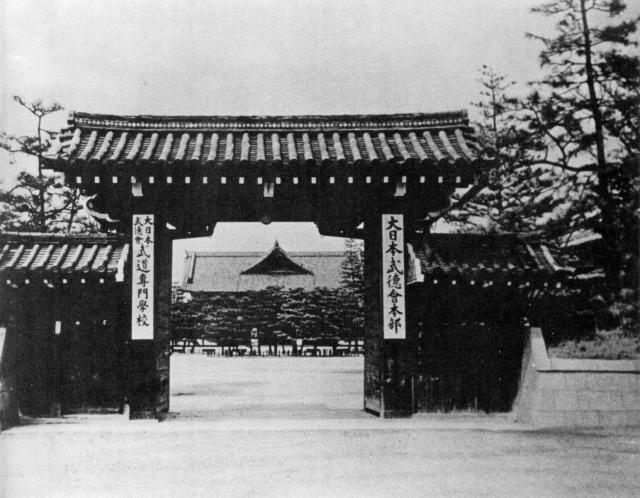
武道専門学校では4カ年を主将で通した

中学時代の優勝旗十数本を置き土産に1940年に恩師・三鍋の勧めで京都の武道専門学校本科に進学、ここで磯貝一や田畑昇太郎両範士のほか栗原民雄、森下勇、胡井剛一、伊藤徳治、広瀬巌らの薫陶を受け、どの先生・先輩からも立っていられない程に投げ飛ばされた。大久保は後に「田舎出の鼻高々の青年にとっては驚天動地で、まさに“井の中の蛙大海を知らず”の諺を身を以って体験させられた」と述懐していた。
それでも、寮の庭に丸太棒を埋めて毎日何百回も1人打ち込みを行ったほか、裏手の吉田山に駆け上って50~100kgの大きな石を抱き上げる等の荒稽古を日課とし、同期の湊庄市や大矢喜久雄に加え1年先輩の吉松義彦や1年後輩の橋元親ら強豪選手との稽古に明け暮れて実力を更に磨いた大久保は、1年生で4段、2年生で5段と順調に昇段。
なお、自身の不器用さを痛感していた大久保は、栗原民雄の「鈍を補うに根をもってせよ」と訓えを深く肝に銘じて精進、晩年までこの言葉の実行を心掛けたという。
大日本武徳会が1941年に開催した全国都道府県対抗大会（団体戦）に大久保は高木栄一郎・田中清太郎と共に京都代表として出場して優勝を果たすと、翌42年の明治神宮大会では拓大の平野時男と決勝戦で激闘を振り広げ準優勝に輝いた。1943年3月、後に「申し分のない良い環境に恵まれた事を心から感謝」と評した武道専門学校を卒業。卒業後に父親の姉の養子となり、以後は伊藤姓を名乗った。

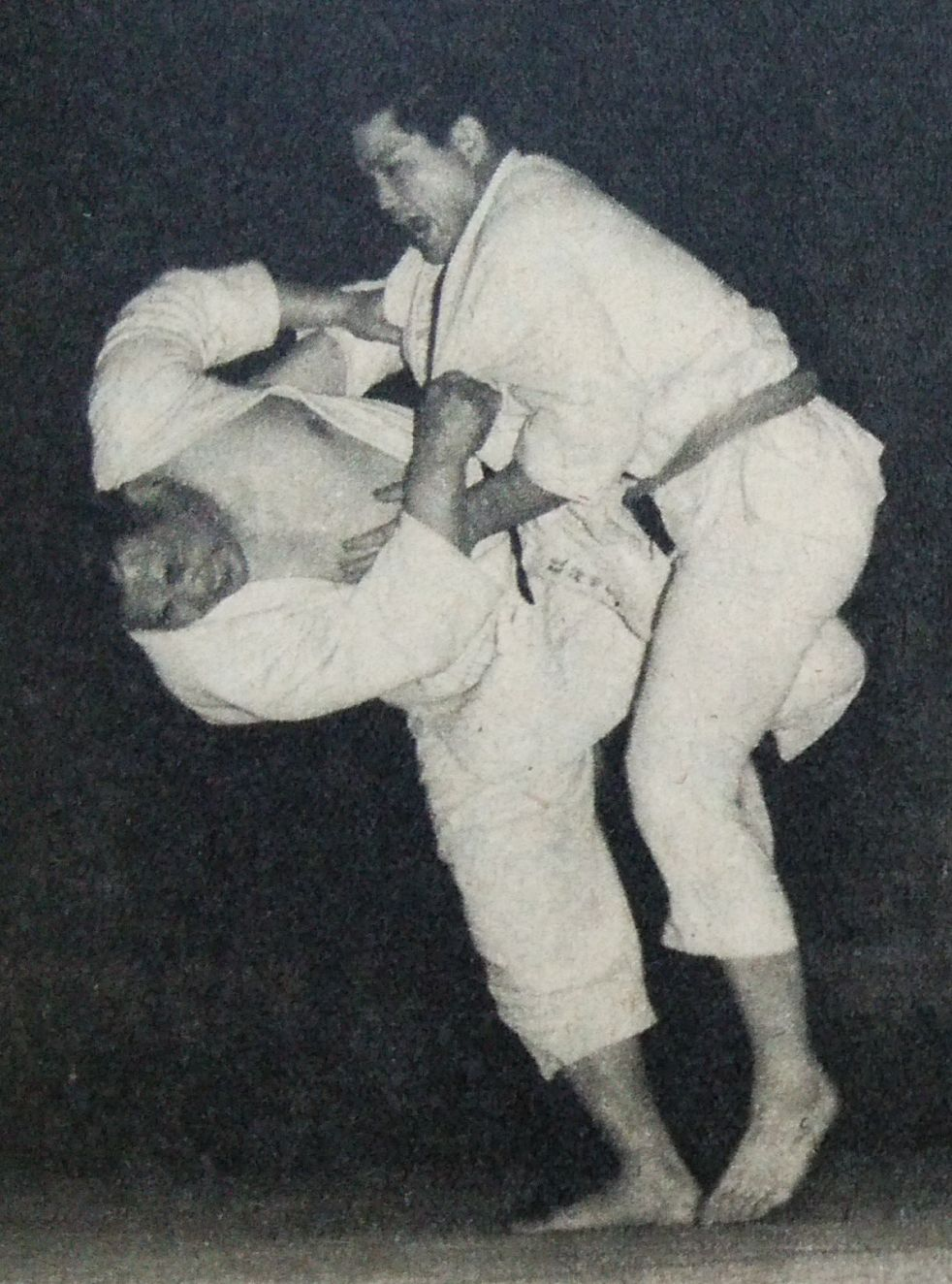
1953年度全日本選手権決勝戦での吉松義彦（左）と伊藤（右）

太平洋戦争の戦禍が激しくなると、伊藤も1943年12月に現役兵として入隊。工兵少尉として終戦を迎えた後は満州からシベリアの奥地エラブカで抑留され、復員した1948年10月には、従前90kg前後あった体重が2/3にまで落ちていたという。
復員後、富山で半年間の保養を経て富山北部中学で約1年間国語や漢文の教鞭を執ったのち、再び柔の道を志し岐阜市警に柔道師範として入り、1949年から連続して全日本選手権大会に出場。しかし、49年と50年は醍醐敏郎6段に敗れ、51年は武道専門学校の先輩に当たる松本安市7段に敗れた。学生時代に得意していた内股・跳腰・大外刈等の大技は、戦時下での稽古中断や加齢による体力の衰えと比例するかのように冴えを失い、相手を倒す程の威力は失われていた。そこで伊藤は足技に目を付けて稽古を始めると、次第に効果を発揮するようになり全日本選手権大会のような大試合でもよく効いたという。
1952年3月、名古屋矯正管区の法務教官に着任。同年8月に秋田市で開催された全日本東西対抗大会では全日本選手権者でもある吉松義彦7段を優勢勝で破り強豪・松本安市7段と引き分けて、東軍優勝に大きく貢献。この頃には体重も88kgまで増量し、とりわけ大外刈や内股、支釣込足等の多彩な技を用いた。
| 段位 | 年月日               | 年齢                 |
| ---- | -------------------- | -------------------- |
| 入門 | 1938年10月4日        | 16歳                 |
| 初段 | 1938年10月5日        | 16歳                 |
| 2段  | 1939年1月15日        | 16歳                 |
| 3段  | 不詳                 |                      |
| 4段  | 大日本武徳会にて取得 | 大日本武徳会にて取得 |
| 5段  | 〃                   | 〃                   |
| 6段  | 1948年7月22日        | 26歳                 |
| 7段  | 1956年6月20日        | 34歳                 |
| 8段  | 1967年5月2日         | 44歳                 |
| 9段  | 1988年4月            | 65歳                 |

1953年、5月の全日本選手権大会に照準を定めた伊藤は1月から講道館に通いつめ、約1カ月間寒稽古で3時間の猛稽古に勤しんだ。5月の大会本番では順当に勝ち上がり、準決勝戦ではそれまで2度大会を制している石川隆彦7段を得意の支釣込足で一閃、決勝戦に駒を進めた。
決勝戦ではディフェンディングチャンピオンである吉松義彦7段と対戦、試合時間20分のうち前半は互いに優劣なく試合が進んだが、11分過ぎにあわや場外という場面で伊藤が気を抜いて観客席を見上げた瞬間に吉松の左内股が炸裂し、虚を衝かれた伊藤の体（たい）は大きく宙を舞い一本負を喫した。
同年9月に福岡市で開催された全日本東西対抗大会では東軍副将として参加し、全日本選手権大会の鬱憤を晴らすかのように岡本信晴6段・湊庄市6段・宮川善一6段を抜いて橋元親6段と引き分けるという3勝1分の好成績を残した。全日本選手権大会には54年と55年も出場するが、30歳を超えた伊藤はそれぞれ初戦敗退と2回戦敗退で大会を終えている。
現役の第一線を退いてからも法務教官を勤め上げて矯正管区の柔道大会では審判長として活躍したほか、役所や名古屋市西区万代町に構えた自身の町道場で後進の指導に当たった。1988年4月の嘉納師範50年祭にて9段へ昇段し赤帯を許され、昇段に際し伊藤は「この道に入り五十余年、日暮れて道遠しの感を益々深くしている」「基本に帰って“作り”に関し全く新しい発想のもとに工夫をこらしていきたい」と意気込みを述べていた。その後も柔道界において、全日本柔道連盟評議員や講道館最高審議員、東海柔道連合会副会長、愛知県柔道連盟名誉会長、名古屋柔道協会名誉顧問等の重責を精力的に歴任した。
2002年の年末、胃癌のため名古屋市内の大学病院で死去。葬儀は宗派創価学会で執り行われ、棺には使い古して汗まみれの氏の柔道衣が供えられた。